# Ed, Edd n Eddy: Jawbreakers!
Ed, Edd n Eddy: Jawbreakers! – komputerowa gra zręcznościowa na podstawie serialu animowanego Ed, Edd i Eddy, wyprodukowana przez studio Climax i wydana w 2003 roku przez BAM! Entertainment. W tej grze gracz kieruje tytułowymi bohaterami serialu, pomagając im wygrać nagrodę w turnieju.
Gra otrzymała zdecydowanie negatywne recenzje, uzyskując średnią ocen 49% według agregatora Metacritic.